# Derelicts of Dialect
Derelicts of Dialect è un album in studio del gruppo hip hop statunitense 3rd Bass, pubblicato nel 1991.

## Tracce
1. The Merchant of Grooves – 1:37
2. Derelicts of Dialect – 4:10
3. Ace in the Hole (feat. KMD) – 3:39
4. French Toast (Skit) – 0:49
5. Portrait of the Artist As a Hood – 4:29
6. Pop Goes the Weasel – 3:55
7. Sea Vessel Soliloquy – 0:40
8. Daddy Rich in the Land of 1210 – 3:12
9. Word to the Third – 5:02
10. Herbalz in Your Mouth – 4:20
11. Al'z A-B-Cee'z – 1:51
12. No Master Plan No Master Race – 4:47
13. Come In – 3:07
14. No Static At All – 3:44
15. Eye Jammie – 1:05
16. Microphone Techniques (feat. Nice & Smooth) – 4:59
17. Problem Child – 4:30
18. 3 Strike 5000 – 4:03
19. Kick 'Em in the Grill (feat. Chubb Rock) – 2:37
20. Green Eggs and Swine – 4:45
21. Derelicts of Dialect (SD50 Remix) – 4:13
22. Pop Goes the Weasel (Radio Edit) – 3:47